# Vườn quốc gia và khu bảo tồn Cồn Cát Lớn
Vườn quốc gia và khu bảo tồn Cồn Cát Lớn là một vườn quốc gia của Hoa Kỳ nằm ở thung lũng San Luis, nằm trong các bộ phận của quận Alamosa và Saguache, Colorado, Hoa Kỳ. Ban đầu, vườn quốc gia này được thành lập ra như là Đài tưởng niệm quốc gia Cồn Cát Lớn vào ngày 17 tháng 3 năm 1932, sau đó nó được thành lập theo một đạo luật của Quốc hội Hoa Kỳ vào ngày 13 tháng 9 năm 2004 với tên Vườn quốc gia và khu bảo tồn Cồn Cát Lớn. Nơi đây có diện tích 44.246 mẫu Anh (17.906 ha) và bảo vệ thêm 41.686 mẫu Anh (16.870 ha).

## Mô tả

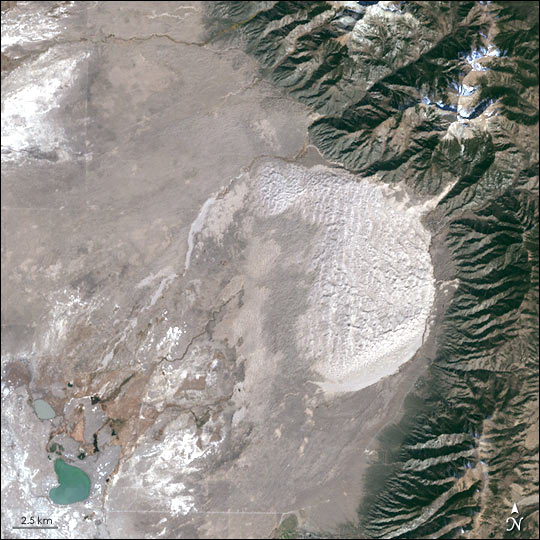
Ảnh vệ tinh của các cồn cát

Vườn quốc gia này có những cồn cát cao nhất ở Bắc Mỹ nằm ở phía tây dãy núi Sangre de Cristo với chiều cao khoảng 750 ft (230 m) từ thung lũng San Luis, trải rộng trên diện tích khoảng 19.000 mẫu Anh (77 km2). Các nhà nghiên cứu cho rằng, cồn cát ở đây bắt đầu hình thành ít nhất cách đây hơn 440.000 năm.
Những đụn cát được hình thành từ cát và đất cát của sông Rio Grande và các nhánh của nó, chảy qua thung lũng San Luis. Qua thời gian, gió tây gom các hạt cát từ đồng bằng sông ngập lũ. Khi thổi tới dãy Sangre de Cristo, gió bị suy yếu khiến các hạt cát được lắng đọng ở phía đông của thung lũng. Quá trình này tiếp tục, và các cồn cát dần dần phát triển. Hình dạng của các cồn cát ngày nay được gió làm thay đổi hình dạng từng ngày.
Tại vườn quốc gia này cũng có những dòng suối ngầm, chúng chảy ở vùng hạ lưu thung lũng và biến mất khi chảy tới đây, ngấm vào lòng đất làm lắng đọng cát lên trên bề mặt. Gió làm khô các hạt cát và thổi chúng lên các cồn cát cao.
Người ta đào sâu xuống khoảng 1 mét, ngay kể cả tại đỉnh của cồn cát cao cũng đã thấy cát ướt. Việc hình thành đài tưởng niệm quốc gia tại đây nhằm bảo vệ nguồn nước của thành phố gần đó, đồng thời cũng là bảo vệ nền nông nghiệp của tiểu bang, khuyến khích người dân sử dụng có hiệu quả nguồn nước.
Các cồn cát nói chung là tương đối ổn định. Tuy nhiên, nó có chút ít thay đổi hình thái học giữa các mùa. Hướng gió ảnh hưởng lớn đến các cồn cát. Những cơn gió thường thổi theo hướng Tây Nam qua Đông Bắc, tuy nhiên trong những tháng cuối mùa hè, hướng gió đảo ngược gây cồn đảo ngược. Chế độ gió này chính là một phần của lý do tại sao các cồn cát lại rất cao.
Những đụn cát chứa nhiều cát đen là tiền khoáng của magnetit, tinh thể màu đen oxit sắt.

## Khí hậu
VƯờn quốc gia có diện tích lớn nằm trên vùng sa mạc cao ở thung lũng San Luis, phía tây Sangre De Cristo. Nhiệt độ mùa hè của khu vực này không phải là điển hình của vùng đất sa mạc, bình thường cao mặc dù nhiệt độ tại đây cũng có lúc đạt trên 95 độ F, tuy không phải là không phổ biến. Sự dao động lớn giữa nhiệt độ cao nhất và thấp nhất là điển hình của khí hậu sa mạc cao. Nhiệt độ vào những đêm mùa đông có thể là cực lạnh, đạt dưới 0 độ C. Hơn nữa, các cồn cát lớn trong thung lũng sa mạc cao có lượng mưa là cực thấp. Lượng mưa còn thấp hơn nhiều trên các cồn cát lớn, trung bình chỉ đạt trên dưới 11 inch mỗi năm. Lại thêm tỉ lệ bốc hơi nước cao khiến tại đây giống như là một sa mạc. Tại các cồn cát không có tuyết, tuyết rơi tại thung lũng thường là rất ngắn và tan nhanh trong khí hậu khô và nắng ở Colorado.
| Dữ liệu khí hậu của Vườn quốc gia và khu bảo tồn Cồn Cát Lớn | Dữ liệu khí hậu của Vườn quốc gia và khu bảo tồn Cồn Cát Lớn | Dữ liệu khí hậu của Vườn quốc gia và khu bảo tồn Cồn Cát Lớn | Dữ liệu khí hậu của Vườn quốc gia và khu bảo tồn Cồn Cát Lớn | Dữ liệu khí hậu của Vườn quốc gia và khu bảo tồn Cồn Cát Lớn | Dữ liệu khí hậu của Vườn quốc gia và khu bảo tồn Cồn Cát Lớn | Dữ liệu khí hậu của Vườn quốc gia và khu bảo tồn Cồn Cát Lớn | Dữ liệu khí hậu của Vườn quốc gia và khu bảo tồn Cồn Cát Lớn | Dữ liệu khí hậu của Vườn quốc gia và khu bảo tồn Cồn Cát Lớn | Dữ liệu khí hậu của Vườn quốc gia và khu bảo tồn Cồn Cát Lớn | Dữ liệu khí hậu của Vườn quốc gia và khu bảo tồn Cồn Cát Lớn | Dữ liệu khí hậu của Vườn quốc gia và khu bảo tồn Cồn Cát Lớn | Dữ liệu khí hậu của Vườn quốc gia và khu bảo tồn Cồn Cát Lớn | Dữ liệu khí hậu của Vườn quốc gia và khu bảo tồn Cồn Cát Lớn |
| Tháng                                                        | 1                                                            | 2                                                            | 3                                                            | 4                                                            | 5                                                            | 6                                                            | 7                                                            | 8                                                            | 9                                                            | 10                                                           | 11                                                           | 12                                                           | Năm                                                          |
| ------------------------------------------------------------ | ------------------------------------------------------------ | ------------------------------------------------------------ | ------------------------------------------------------------ | ------------------------------------------------------------ | ------------------------------------------------------------ | ------------------------------------------------------------ | ------------------------------------------------------------ | ------------------------------------------------------------ | ------------------------------------------------------------ | ------------------------------------------------------------ | ------------------------------------------------------------ | ------------------------------------------------------------ | ------------------------------------------------------------ |
| Cao kỉ lục °F (°C)                                           | 67 (19)                                                      | 63 (17)                                                      | 72 (22)                                                      | 78 (26)                                                      | 89 (32)                                                      | 96 (36)                                                      | 94 (34)                                                      | 90 (32)                                                      | 87 (31)                                                      | 80 (27)                                                      | 67 (19)                                                      | 60 (16)                                                      | 96 (36)                                                      |
| Trung bình ngày tối đa °F (°C)                               | 35.1 (1.7)                                                   | 39.2 (4.0)                                                   | 46.8 (8.2)                                                   | 56.3 (13.5)                                                  | 66.2 (19.0)                                                  | 76.6 (24.8)                                                  | 80.8 (27.1)                                                  | 77.9 (25.5)                                                  | 71.5 (21.9)                                                  | 60.5 (15.8)                                                  | 45.5 (7.5)                                                   | 36.4 (2.4)                                                   | 57.7 (14.3)                                                  |
| Trung bình ngày °F (°C)                                      | 22.4 (−5.3)                                                  | 26.5 (−3.1)                                                  | 33.9 (1.1)                                                   | 42.1 (5.6)                                                   | 51.5 (10.8)                                                  | 60.9 (16.1)                                                  | 65.6 (18.7)                                                  | 63.2 (17.3)                                                  | 56.6 (13.7)                                                  | 46.1 (7.8)                                                   | 32.8 (0.4)                                                   | 23.9 (−4.5)                                                  | 43.8 (6.6)                                                   |
| Tối thiểu trung bình ngày °F (°C)                            | 9.8 (−12.3)                                                  | 13.9 (−10.1)                                                 | 21.0 (−6.1)                                                  | 28.0 (−2.2)                                                  | 36.8 (2.7)                                                   | 45.2 (7.3)                                                   | 50.5 (10.3)                                                  | 48.5 (9.2)                                                   | 41.7 (5.4)                                                   | 31.7 (−0.2)                                                  | 20.1 (−6.6)                                                  | 11.3 (−11.5)                                                 | 29.9 (−1.2)                                                  |
| Thấp kỉ lục °F (°C)                                          | −25 (−32)                                                    | −22 (−30)                                                    | −9 (−23)                                                     | −6 (−21)                                                     | 15 (−9)                                                      | 25 (−4)                                                      | 31 (−1)                                                      | 33 (1)                                                       | 22 (−6)                                                      | 2 (−17)                                                      | −12 (−24)                                                    | −19 (−28)                                                    | −25 (−32)                                                    |
| Lượng Giáng thủy trung bình inches (mm)                      | 0.44 (11)                                                    | 0.37 (9.4)                                                   | 0.77 (20)                                                    | 0.89 (23)                                                    | 1.09 (28)                                                    | 0.86 (22)                                                    | 1.79 (45)                                                    | 2.00 (51)                                                    | 1.22 (31)                                                    | 0.86 (22)                                                    | 0.49 (12)                                                    | 0.36 (9.1)                                                   | 11.13 (283)                                                  |
| Lượng tuyết rơi trung bình inches (cm)                       | 6.8 (17)                                                     | 5.3 (13)                                                     | 8.3 (21)                                                     | 5.7 (14)                                                     | 1.4 (3.6)                                                    | 0.0 (0.0)                                                    | 0.0 (0.0)                                                    | 0.0 (0.0)                                                    | 0.1 (0.25)                                                   | 2.6 (6.6)                                                    | 4.7 (12)                                                     | 5.6 (14)                                                     | 40.5 (103)                                                   |
| Nguồn: www.wrcc.dri.edu/summary/climsmco.html                |                                                              |                                                              |                                                              |                                                              |                                                              |                                                              |                                                              |                                                              |                                                              |                                                              |                                                              |                                                              |                                                              |

## Sinh thái khác

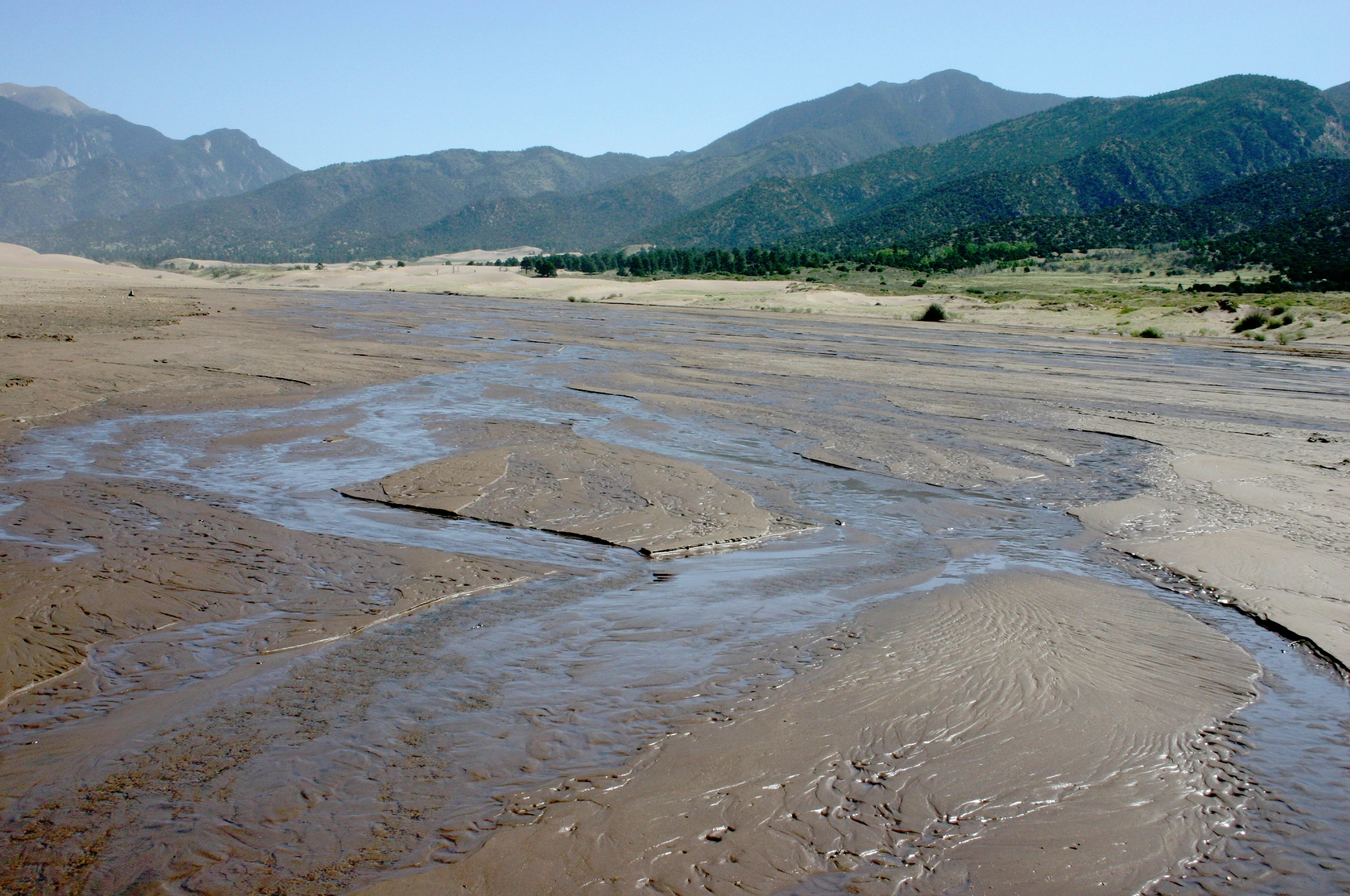
Lạch nước Medano Creek

Vườn quốc gia còn có núi cao, hồ và vùng đất lạnh, với 6 đỉnh núi đạt độ cao hơn 13.000 ft (3940 m). Cùng với đó là các cánh rừng vân sam và rừng thông cổ, và diện tích lớn dương lá rung, gỗ mềm, đồng cỏ, và đất ngập nước - tất cả là môi trường sống cho các loài động vật hoang dã và hệ thực vật đa dạng.
Một trong những điều thường xảy ra tại Medano Creek, ở giáp phía đông của các cồn cát. Cát liên tục rơi vào con lạch, Medano Creek không có dòng chảy ổn định và lâu dài. Cồn cát nhỏ dưới nước hoạt động như đập nước, liên tục được hình thành rồi lại bị phá vỡ, vì vậy khiến dòng suối dâng lên trông giống như sóng nước chảy ở hạ lưu. Trong những năm nước cao, nước dâng nhiều chảy giống như sóng biển chảy trên những bãi cát. Xây dựng lâu đài cát tại đây là một hoạt động thu hút khách du lịch. Thác nước Zapata là một thác nước ở phía đông nam, muốn chiêm ngưỡng thác nước thì phải xuống một hang động nhỏ.

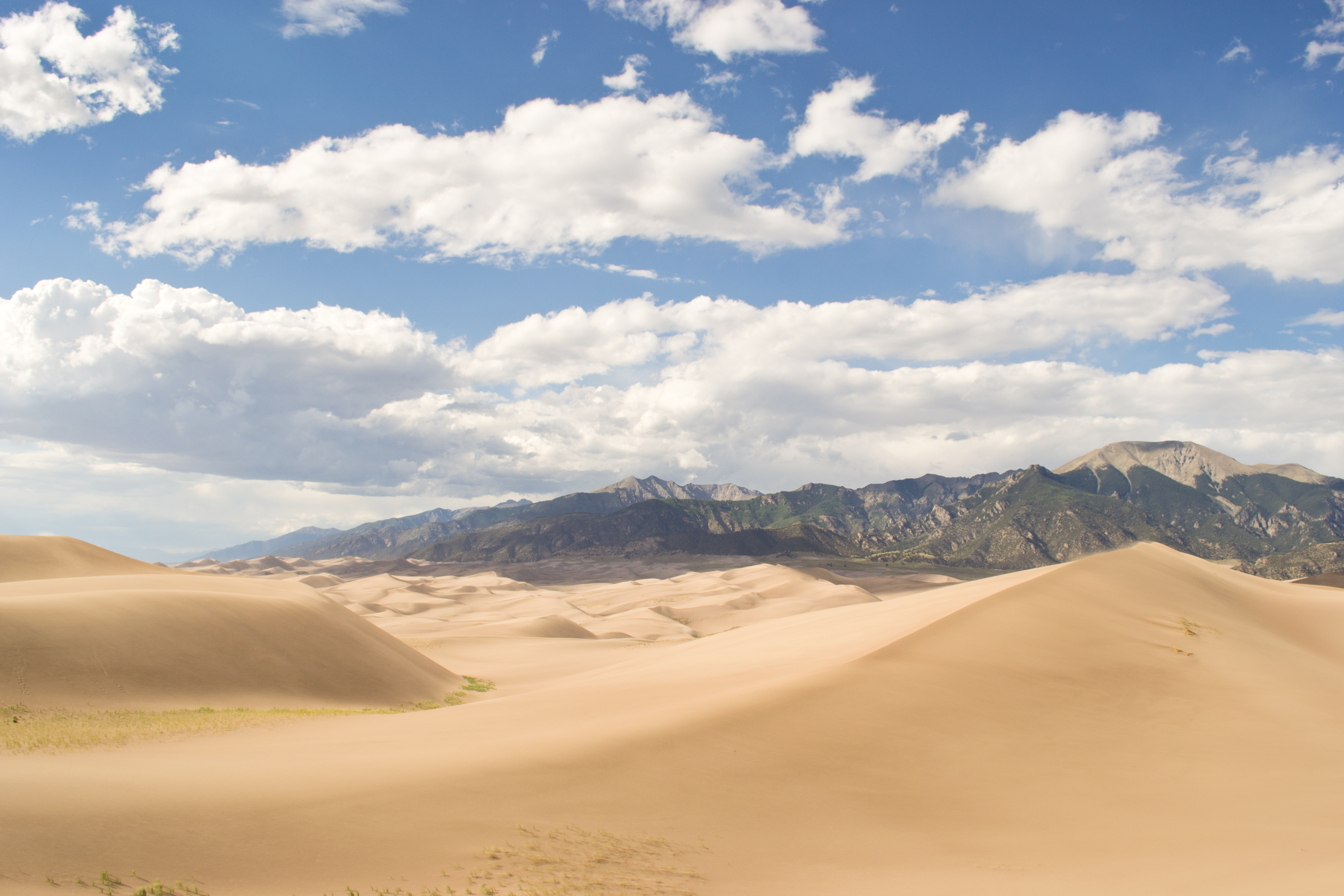
Hình ảnh đụn cát cao

Một trong những tính năng giá trị nhất của Vườn quốc gia và khu bảo tồn Cồn Cát Lớn là một thứ mà ta không thể được nhìn thấy được. Theo một nghiên cứu gần đây được thực hiện bởi cơ quan bảo tồn vườn quốc gia này, thì đây là vườn quốc gia yên tĩnh nhất trong 48 bang nằm trên lãnh thổ Hoa Kỳ.

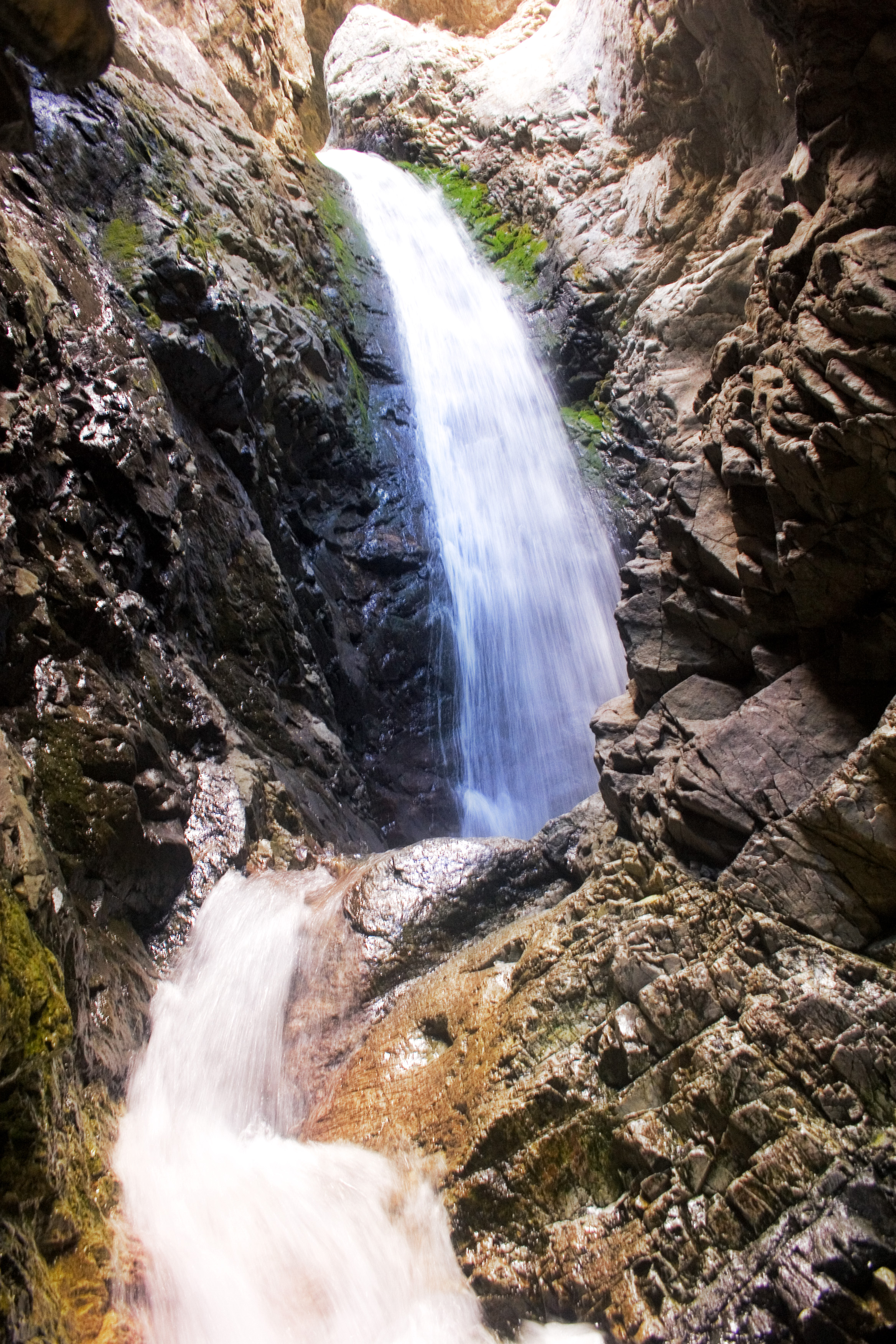
Thác nước Zapata